# Frederic Thesiger (2. baron Chelmsford)
Frederic Augustus Thesiger (ur. 31 maja 1827, zm. 9 kwietnia 1905) − brytyjski generał, dowódca w wojnie brytyjsko-zuluskiej 1879. Środkowa kolumna jego armii została na skutek jego błędów pokonana w bitwie pod Isandlwana, gdzie Zulusi odnieśli wspaniałe zwycięstwo, zaś armia brytyjska poniosła największą klęskę w walce przeciw technologicznie słabszym siłom tubylczym. Zmazał swą winę i rozgromił przeciwnika w czasie bitwy pod Ulundi, co ostatecznie zakończyło kampanię przeciw Zulusom. W sierpniu 1879 roku został za to odznaczony Orderem Łaźni I klasy.

## Młodość
Frederic Augustus Thesiger urodził się 31 maja 1827 roku jako syn Frederica Thesigera, prawnika, który dosłużył się stanowiska lorda kanclerza i został uszlachcony jako baron Chelmsford. Thesiger kształcił się w prestiżowym Eton College.
Zamierzał poświęcić się karierze wojskowej, więc − gdy nie udało mu dostać się do elitarnego Regimentu Grenadierów Gwardii − w roku 1844 kupił stopień i przydział w Brygadzie Strzelców. W 1845 roku służył z brygadą w miejscowości Halifax w Nowej Szkocji, nim wreszcie zdołał kupić przeniesienie do Gwardii wraz ze stopniem porucznika. Został awansowany w roku 1850 na kapitana i w 1852 otrzymał stanowisko adiutanta lorda namiestnika Irlandii, Lorda Eglintona, a następnie, w latach 1853-1854, dowódcy wojsk brytyjskich w Irlandii, sir Edwarda Blakeneya.

## Wojna krymska
W maju 1855 roku wyruszył na wojnę krymską, gdzie po raz pierwszy samodzielnie dowodził batalionem, ale już w lipcu ponownie był adiutantem, tym razem dowódcy 2 Dywizji, generał porucznika Edwina Markhama, a w końcu, w listopadzie, awansowany na stopień brevet majora, został asystentem kwatermistrza generalnego w Kwaterze Głównej armii. Został wymieniony w sprawozdaniu i otrzymał turecki Order Medżydów V klasy oraz brytyjskie, tureckie i sardyńskie medale za udział w tej wojnie.

## Powstanie w Indiach
W roku 1857 otrzymał awans na stopień podpułkownika i przeniesiony do 95 Regimentu Piechoty, gdzie służył do roku 1858, biorąc udział w tłumieniu powstania sipajów, za co ponownie został wymieniony w sprawozdaniu dowództwa. W latach 1861–1862 służył jako wiceadiutant generalny armii w Bombaju, a w roku 1863 otrzymał awans na brevet pułkownika. W czasie pobytu w Bombaju zaprzyjaźnił się z sir Henrym Bartle Frere, ówczesnym gubernatorem, co miało zaowocować później, w latach służby w Afryce Południowej. Służył, nadal jako wiceadiutant generalny, podczas brytyjskiej ekspedycji do Abisynii w roku 1868, za co został udekorowany Krzyżem Towarzyskim Orderu Łaźni (CB) i miał zaszczyt być adiutantem królowej Wiktorii. W latach 1869–1874 był adiutantem generalnym w Indiach.
Powrócił do Anglii w 1874 roku i jako pułkownik, a następnie brevet Brigadier-General dowodził garnizonem w Aldershot. Jednak w roku 1877 poprosił o przeniesienie do kolonii, gdzie koszty utrzymania były znacznie niższe.

## Wojny w Afryce

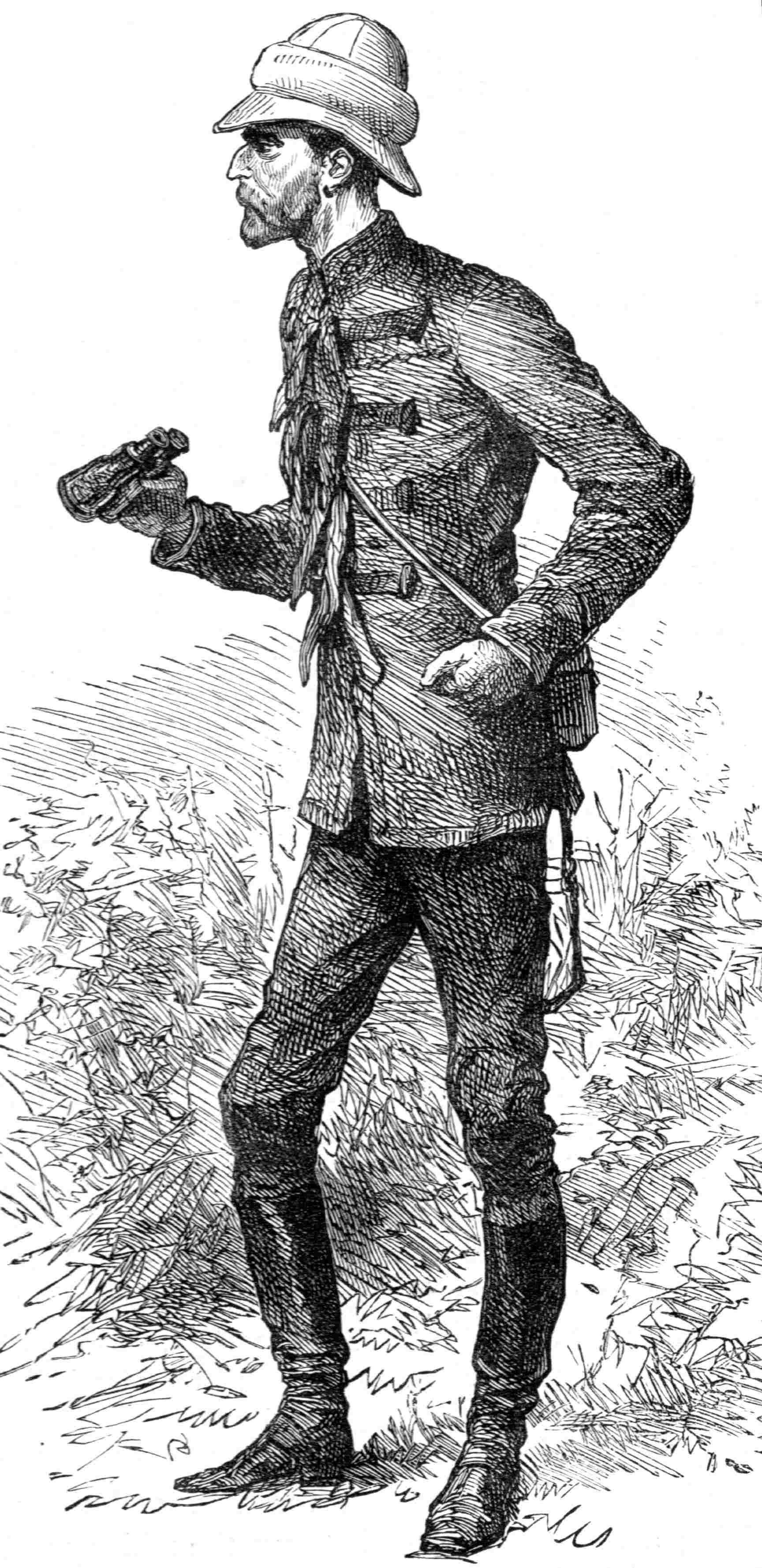
Lord Chelmsford podczas bitwy pod Ulundi

W marcu 1877 roku otrzymał stopień generała-majora. W lutym następnego roku został mianowany głównodowodzącym całości sił brytyjskich w Afryce Południowej, co wiązało się z przyznaniem tymczasowego stopnia generała-porucznika, a w październiku, po śmierci ojca, został 2. baronem Chelmsford. W lipcu 1878 roku doprowadził do końca IX wojnę o Przylądek i otrzymał w listopadzie Krzyż Komandorski Orderu Łaźni (KCB). Doświadczenia nabyte podczas walk z ludem Xhosa utwierdziły go w przekonaniu o niskiej wartości bojowej czarnych mieszkańców Afryki. Popełnił błąd, który miał się wkrótce na nim zemścić.
Pod koniec roku 1878 jego przyjaciel sir Bartle Frere sprowokował wojnę z królem Cetshwayo (do niedawna sprzymierzeńcem Brytyjczyków), więc w styczniu 1879 roku Chelmsford ruszył, na czele trzech kolumn wojska, na podbój Królestwa Zulusów. Centralna kolumna jego sił została pokonana i niemal do nogi wybita u stóp wzgórza Isandlwana, bowiem Chelmsford rozdzielił swe siły i pozwolił w ten sposób Zulusom skoncentrować swą armię przeciw słabo bronionemu obozowi. Było to wspaniałe zwycięstwo Zulusów, które spowodowało załamanie się pierwszej brytyjskiej inwazji Zululandu. Armia brytyjska doznała największej klęski z rąk słabszych technologicznie sił tubylczych.
W związku z tym, że można się było teraz spodziewać inwazji Zulusów na Natal, Chelmsford został pozbawiony dowództwa i zastąpiony przez sir Garneta Wolseleya. Chelmsford otrzymał rozkaz Rządu Jej Królewskiej Mości by „...przekazał i podporządkował jemu wszystkie swoje plany”. Chelmsford zignorował to, jak również oferty zawarcia pokoju ze strony Cetshwayo, bowiem zamierzał uderzyć nim Zulusi dojdą do siebie po ostatnich walkach i odzyskać reputację nim Wolseley będzie mógł usunąć go z dowództwa nad armią. Ostatecznie Chelmsford pobił Zulusów w bitwie pod Ulundi tuż przed przybyciem Wolseleya, a bitwa ta zakończyła całą wojnę. Lord Chelmsford odpłynął do Anglii w lipcu 1879, ale Wolseley zapewnił w swoich raportach, że Thesigerowi należy się cała sława zwycięzcy spod Ulundi, co spowodowało, że w sierpniu został uhonorowany Krzyżem Wielkim Orderu Łaźni (GCB).

## Dalsze lata
Lord Chelmsford otrzymał awans na generała-porucznika w roku 1882, a w 1888 na pełny stopień generalski; był też zastępcą konstabla Tower of London (1884-1889), dowódcą 4 Rifle Volunteer Corps (1887) i pułkownikiem Derbyshire Regiment (1889). W roku 1902 otrzymał Krzyż Wielki Orderu Królewskiego Wiktorii (GCVO), ale nigdy już nie dowodził w polu.
W roku 1905, podczas gry w bilarda w londyńskim klubie dżentelmenów, doznał ataku apopleksji i zmarł. Został pochowany na Cmentarzu Brompton w Londynie.
Postać lorda Chelmsforda przedstawił Peter O’Toole w filmie Zulu Dawn jako aroganckiego dowódcę, którego strategiczne i taktyczne błędy doprowadziły do klęski Brytyjczyków w bitwie u stóp wzgórza Isandlwana.